# Supermarine Swift
A Supermarine Swift egy brit együléses vadászrepülőgép volt a Királyi Légierőnél (RAF), melyet a Supermarine cég gyártott az 1950-es években. A hosszúra nyúlt fejlesztési idő után elfogó vadászrepülőként állították hadrendbe, de a sok baleset miatt szolgálati ideje rövid lett. A gép felderítő változatánál több korábban jelentkező problémát sikerrel kiküszöböltek.

## Tervezés és fejlesztés
A Swiftet több prototípus előzte meg, az első a Type 510 sugárhajtású prototípus vadászrepülőgép volt. Ennek fejlesztésekor a Supermarine Attacker repülőgép hordozóra készült sugárhajtású repülőgépből indultak ki, melynek farokkerekes futóműve és nyilazás nélküli szárnya volt. Az új gép, amely viszont nyilazott szárnyakat kapott, 1948-ban szállt fel először, egy évvel azután, hogy a tengerészet számára átalakított Attacker felszállt. A Type 510 lett az első brit repülőgép nyilazott szárnyakkal és nyilazott vezérsíkokkal, és ez az első nyilazott szárnyú gép, mely repülőgép-hordozó fedélzetéről szállt fel és oda is landolt a Királyi Haditengerészet számára végzett tesztrepülések során. A Haditengerészet érdeklődése azonban hamar elfordult a géptől annak ellenére, hogy a gyár teljesítményjavító módosításokat hajtott végre a konstrukción.
A második lépcső a Swifthez vezető úton a Type 528 volt. Ez a gép először 1950 márciusában repült. Az első felszállása után egy sor átalakítást hajtottak rajta végre és az így létrejött változatot Type 535-nek keresztelték, először 1950 augusztusában repült. Az utolsó változat a Type 541 jelű gép lett, a Swift sorozatgyártás előtti modellje, amire a Légügyi Minisztérium 100 darabos rendelést adott fel, azért, hogy legyen más is a tarsolyban, ha a Hawker Hunter-program balul ütne ki. A Swiftet a minisztérium a Gloster Meteor felváltására is szánta.
A Type 541-nél lecserélték az elődeikbe épített Rolls-Royce Nene radiál kompresszoros sugárhajtóművet az axiális áramlású Rolls-Royce AJ.65-re, majd utódjára, a Rolls-Royce Avon hajtóműre. A törzset, melynek keresztmetszete alkalmas volt a nagyobb átmérőjű Nene motorra is, nem tervezték át a keskenyebb AJ.65 és Avon hajtómű fogadására. Két Type 541 készült, az első a szűzrepülését 1951-ben, a második a következő évben hajtotta végre.
A Swiftet "szuper-elsőbbségi" gyártással rendelték meg Winston Churchill politikájának megfelelően, aki 1951-ben, amikor a NATO és a Varsói Szerződés közötti hidegháborús feszültség különösen kiéleződött, és 1950-ben kitört a koreai háború, újra miniszterelnök lett. Az első legyártott változatból, a Swift F Mk 1-ből mindössze 18 példány készült. Első repülésükre 1953-ban került sor, és az F.1 1954 februárjában állt hadrendbe a RAF első nyilazott szárnyú repülőgépeként. A gépet a 33,4 kN tolóerejű Avon 109 sugárhajtómű hajtotta és két 30 mm-es ADEN gépágyúval volt felfegyverezve.
A második sorozat az F Mk 2 jelzést kapta, melyből 16-ot gyártottak. Ez tulajdonképpen egy F 1 volt, de már 4 ADEN gépágyúval. Ez azonban problémát okozott, mivel azok a szerkezeti változtatások, melyek lehetővé tették a két további gépágyú beépítését, szükségessé tették több lőszer elhelyezését is, ami nagyon nehézkessé tette a fegyverzet kiszolgálását. Ennek a hiányosságnak a leküzdésére több további változtatásra volt szükség.
A harmadik Swift változatból, az F Mk 3-ből 25 példányt gyártottak le. A gépbe Avon 114 sugárhajtóművet építettek be utánégővel. Soha nem állították szolgálatba, mindössze a RAF használta oktatási célokra. A következő variáns, az F Mk 4 vízszintes vezérsíkjának állásszögét változtatni lehetett abból a célból, hogy megjavítsák a Swift kezelhetőségét, melyet a korábbi változatoknál kifogásoltak. A problémát sikerült is megoldani, azonban újabb jelentkezett: nagy magasságban az utánégőt nem lehetett begyújtani.
Az FR Mk 5 hosszabb orral készült, hogy helyet adjon egy sor fényképezőgépnek, amik lehetővé tették, hogy felderítő repülőgépként alkalmazzák. Ezen kívül több kisebb változtatást is végeztek a konstrukción. Az FR 5-nél ismét visszatértek az F 1-nél alkalmazott 2 ADEN gépágyúra. Ez a gép először 1955-ben szállt fel és a következő évben került ki az egységekhez. A gépet főleg kis magasságban alkalmazták, ezzel az utánégő hibája közömbössé vált.
Két további változatot terveztek. A PR Mk 6 fegyverzet nélküli felderítő repülőgép volt fotófelderítésre. Azonban ez a program hamarosan befejeződött a továbbra is megoldatlan utánégő problémák miatt. Az utolsó variáns az F Mk 7 lett, ez volt az első Swift, amelyet azokkal a levegő-levegő irányítható rakétákkal szereltek fel, melyek a Fairey Fireflash fegyverzetét képezték volna. A gépet egy új Avon gázturbina hajtotta. Ebből a típusból mindössze 14 példány épült és soha nem került a RAF kötelékébe, mivel az új rakéták próbáihoz használták fel.

## Szolgálatban
A Swift repüléseit sorozatos tragédiák kísérték. Az F 1 még a hadrendbe állításnak évében lezuhant és ugyanez történt az F 2-vel is, amit a helyére állítottak. A RAF a Hunter összes vadászrepülőgép változatát rövid szolgálat után visszavonta és a sokkal sikerültebb Hawker Hunterrel váltotta fel.
Az FR 5 volt az utolsó Swift, mely a RAF-nál szolgálatban volt, majd a Hunter FR.10-zel cserélték le. Az FR 5 gépet alkalmasnak ítélték a feladata ellátására és a RAF Németországban alkalmazta a hidegháború évei alatt. A Swift harci bevetésére soha nem került sor a RAF kötelékeiben.
A repülőgép egy sor sebességi rekordot döntött meg, 1953. szeptember 26-án a WK198 jelzésű F 4 Mike Lithgow vezetésével Líbiában abszolút sebességi világrekordot ért el 1187 km/h sebességgel, azonban ezt nyolc nappal később egy amerikai haditengerészeti vadászrepülőgép, a  Douglas Skyray megdöntötte. A Swift volt az utolsó, sorozatban gyártott brit repülőgép, mely ezt a rekordot elérte. (A Fairey Delta 2 kísérleti repülőgép volt).
A megrendelt 497 Swiftből kevesebb mint kétszázat gyártottak le. 1956-ban több Swiftet Ausztráliába szállítottak a Buffalo művelet keretében, melyeket különböző távolságban helyeztek el egy atombomba robbantásától.
Bár a hosszú fejlesztés során több jelentkező hiányosságot sikerült megnyugtató módon kiküszöbölni, a programot leállították és az azonos célra tervezett Hunterrel váltották fel.

## Műszaki adatok (Supermarine Swift FR Mk 5)[3]
- Személyzet: 1 fő
- Hossz: 12,88 m
- Fesztáv: 9,85 m
- Magasság: 4,02 m
- Szárnyfelület: 30,5 m²
- Üres tömeg: 6094 kg
- Legnagyobb felszálló tömeg: 9381 kg
- Hajtómű: 1 db Rolls-Royce Avon RA.7R/114 sugárhajtómű
- Tolóerő: 31,9 kN
- Tolóerő utánégővel: 42,0 kN

Teljesítményadatok
- Legnagyobb sebesség tengerszinten: 1148 km/h
- Hatótáv: 1014 km
- Csúcsmagasság: 13 960 m
- Emelkedési sebesség: 74,5 m/s

Fegyverzet
- 2 × 30 mm ADEN gépágyú és előkészítés rakéták és bombák felfüggesztésére

## Fordítás
- Ez a szócikk részben vagy egészben  a   Supermarine Swift című angol Wikipédia-szócikk fordításán alapul.  Az eredeti cikk szerkesztőit annak laptörténete sorolja fel. Ez a jelzés csupán a megfogalmazás eredetét és a szerzői jogokat jelzi, nem szolgál a cikkben szereplő információk forrásmegjelöléseként.

## Külső hivatkozások
- Swift a "Thunder and Lightnings"-on
- Egy Swift F.Mk.1 fényképei
- Egy korai Swift fényképe
- A Supermarine 510 VV106 fényképe